# Хари Сингх Дхиллон
Махараджа Хари Сингх Дхиллон (? — 1764) — сикхский военный и государственный деятель, лидер сикхского мисаля (клана) Бханги в Пенджабе (1746—1764). Он унаследовал мисаль Бханги от своего дяди Бхумы Сингха Дхиллона. Он был известен как махараджа Хари Сингх Бханги из-за пристрастия к гашишу (бханг) его предков, и их называли бханги сардарами. Он принадлежал к деревне Панджвар. Он начал строить кила бхангиан в Амритсаре, который теперь известен как Форт Гобиндгарх. Он также построил рынок в Амристаре, который известен как Катра Хари Сингх.

## Биография
Племянник и наследник Бхумы Сингха Дхиллона, усыновленный им. В 1746 году после смерти своего бездетного дяди и приёмного отца Бхумы Сингха Дхиллона Хари Сингх возглавил сикхский мисаль (клан) Бханги.
Хари Сингх Дхиллон был махараджей Амритсара, Лахора и обширных областей центрального и западного Пенджаба.
Таково было уважение и восхищение сикхской общины Хари Сингхом, что при образовании дал Хальсы в 1748 году он был назначен лидером Таруна Дал, основанного в 1734 году в Амритсаре, который считается одной из величайших почестей, оказанных в XVIII веке любому сикху.
Хари Сингх Дхиллон сражался против афганцев с помощью своих друзей, Сардара Чарата Сингха Сукерчакия (умер в 1770 году) (дед махараджи Ранджита Сингха) и Джассы Сингха Ахлувалии, лидера клана Ахлувалиа, во время шестого вторжения Ахмад-шаха Абдали в Пенджаб.
Хари Сингх был умным лидером, прогрессивным солдатом и мудрым государственным деятелем. Автор книги «Тарих-и-Пенджаб» пишет, что «Хари Сингх был умным, могущественным и блестящим человеком».
Его штаб-квартира располагалась в окрестностях Амритсара.
Его сыновьями были Джанда Сингх Дхиллон (1764—1774) и Ганда Сингх Дхиллон (1774—1775).